# 63-й Венецианский кинофестиваль
63-й Венецианский кинофестиваль проходил в Венеции (Италия) с 30 августа по 9 сентября 2006 года. Во время фестиваля были организованы ретроспективы, посвящённые столетию трёх великих итальянских режиссёров: Роберто Росселлини, Марио Сольдати и Лукино Висконти. «Золотой лев за карьеру» был вручён американскому режиссёру Дэвиду Линчу.

## Жюри
Состав жюри 63-го Венецианского кинофестиваля:

### Официальное жюри
- Катрин Денёв (актриса, Франция) — Президент
- Микеле Плачидо (актёр и режиссёр, Италия)
- Хуан Хосе Артеро (актёр и режиссёр, Испания)
- Паулу Бранку (продюсер, Португалия)
- Кэмерон Кроу (сценарист, продюсер, режиссёр, актёр, США)
- Чулпан Хаматова (актриса, Россия)
- Пак Чхан-ук (сценарист, режиссёр, продюсер, Южная Корея)

### Жюри секции «Горизонты»
- Филип Грёнинг[нем.] (актёр, продюсер, режиссёр, Германия) — Президент
- Карло Карлей (режиссёр, сценарист, Италия)
- Джузеппе Генна (сценарист, Италия)
- Кейко Кусакабе (Продюсер, Япония)
- Юсри Насралла (режиссёр, сценарист, актёр, Египет)

### Жюри «Премии Луиджи Де Лаурентиса за дебют»
- Пола Вагнер (продюсер, актриса, США) — Президент
- Стефания Рокка (актриса, Италия)
- Гильермо дель Торо (режиссёр и сценарист, Мексика)
- Мохсен Махмальбаф (режиссёр и продюсер, Иран)
- Андрей Плахов (критик, Россия)

### Жюри секции «Короткий метр»
- Тибохо Махлаци (режиссёр и сценарист, ЮАР) — Президент
- Франческа Кальвелли (монтажёр и актриса, Италия)
- Алексей Федорченко (Россия)

## Основные разделы

### Золотой лев
- Падший, фильм Барбары Альберт (Австрия)
- Потерянная звезда, фильм Джанни Амелио (Италия)
- Фонтан, фильм Даррена Аронофски (США)
- Смерть супермена, фильм Аллена Коултера (США)
- Новый свет, фильм Эмануэле Криалезе (Италия/Франция)
- Дитя человеческое, фильм Альфонсо Куарона (США)
- Чёрная орхидея, фильм Брайана де Пальмы (США/Германия)
- Бобби, фильм Эмилио Эстевеса (США)
- Королева, фильм Стивена Фрирза (Великобритания)
- Сухой сезон, фильм Махамат-Салех Харун (Чад, Франция, Бельгия, Австрия)
- Неприкасаемый, фильм Бенуа Жако (Франция)
- Паприка, фильм Сатоси Кона (Япония)
- Частная собственность, фильм Жоакима Лафосса (Бельгия, Люксембург, Франция)
- Мастер Муши, фильм Кацухиро Отомо (Япония)
- Сердца, фильм Ален Рене (Франция/Италия)
- Эти встречи с ними, фильм Жана-Мари Штрауба и Даниель Юйе (Италия/Франция)
- Отверженные, фильм Джонни То (Гонконг/Китай)
- Не хочу спать одна, фильм Цай Минлян (Тайвань/Франция/Австрия)
- Чёрная книга, фильм Пола Верхувена (Голландия/Германия/Великобритания)
- Эйфория, фильм Ивана Вырыпаева (Россия)
- Синдромы и столетие, фильм Апичатпонга Вирасетакула (Таиланд/Франция)
- Натюрморт, фильм Цзя Чжанкэ (Китай)

### Фильмы вне конкурса
Новые важные работы режиссёров, уже созданные на предыдущих фестивалях, и фильмы, представленные на суд жюри в полуночном временном интервале.
- Несколько дней в сентябре фильм Сантьяго Амигорена (Франция/Италия)
- Волшебная флейта фильм Кеннет Брана (США) — Evento speciale, sarà proiettato al Teatro La Fenice di Venezia
- Убить императора фильм Фэн Сяогана (Китай)
- Дьявол носит «Prada» фильм Дэвида Френкеля (США)
- Остров (фильм, 2006) фильм Павел Лунгин (Россия)
- Внутренняя империя фильм Дэвид Линч (США/Польша/Франция)
- Сказания Земноморья фильм Горо Миядзаки (Япония)
- Всё ещё красавица фильм Мануэл де Оливейра (Португалия/Франция)
- Башни-близнецы фильм Оливер Стоун (США)

#### Внеконкурсная программа «Полночь»
- Адский дом фильм Жауме Балагеро (Испания)
- Роб-Би-Гуд фильм Бенни Чан (Китай)
- Baaz ham sib daari? фильм Байрам Фазли (Иран)
- Крики фильм Киёси Куросава (Япония)
- Плетёный человек фильм Нил ЛаБут (США)
- Город насилия фильм Лю Сынвана (Южная Корея)
- Летняя любовь фильм Пётр Уклански (Польша)

#### Специальные события
- Письма из Сахары фильм Витторио Де Сета (Италия)

### «Горизонты»
Новые тенденции в кино для полнометражных 35 мм и цифровых фильмов, а также полнометражных документальных фильмов.
- Небо Суели фильм Карим Аинуз (Бразилия)
- Именно та покрывает цветами собственную могилу фильм Хала Алабдалла Якуб и Аммар Аль Бейк (Сирия/Франция)
- Сверчки фильм Синдзи Аояма (Япония)
- Bellissime. Seconda parte. Dal 1960 a oggi dalla parte di «lei» фильм Джованна Гальярдо (Италия)
- L'amore giovane (The Hottest State) фильм Ethan Hawke (США)
- Taiyang yu фильм Ho Yuhang (Малайзия/Конг Гонк)
- Дун фильм Цзя Чжанкэ (Китай)
- Свободное плавание фильм Борис Хлебников (Россия)
- США против Джона Леннона фильм Дэвид Лиф и Джон Шейнфелд (США)
- Долги фильм Поль Ледук (Мексика/Аргентина/Бразилия)
- Когда рушатся плотины: Реквием в четырёх актах фильм Спайк Ли (США)
- Фемида в седле фильм Лю Цзе (Китай)
- Дурная слава фильм Дуглас Макграт (США)
- Опера Ява фильм Гарин Нугрохо (Индонезия)
- Рыцари обжорных рядов фильм Мамору Осии (Япония)
- Кихота фильм Миммо Паладино (Италия)
- Heimat — Fragmente фильм Эдгар Райц (Германия)
- Ничего не обещай сегодня вечером фильм Джанлука Мария Таварелли (Италия)
- Roma wa la n’touma фильм Хала Абдулла (Алжир/Франция/Германия)

#### Специальные события
- Пазолини — наш ближний фильм Джузеппе Бертолуччи (Италия/Франция)
- Akamas фильм Panicos Chrysanthou (Кипр/Греция/Венгрия/Турция)
- Вам звонит Градива фильм Ален Роб-Грийе (Франция/Бельгия)
- Kill Gil (vol. 2) фильм Джил Росселлини (Италия/Швейцария)
- Il mio paese фильм Даниэль Викари (Италия)

### Короткометражные фильмы
Международный конкурс короткометражных фильмов в формате 35 мм, мировая премьера, длительностью не более 30 минут.
- Levelek фильм Ференц Чако (Венгрия)
- Comment on freine dans une descente? фильм Аликс Делапорте (Франция)
- Исполняя роли фильм Дэниэл Эллиотт (Великобритания)
- Detektive фильм Андреас Голдштейн (Германия)
- Treinta Años фильм Николас Лазнибат (Франция, Чили)
- Um año mais longo фильм Марко Мартыньш (Португалия)
- Mum фильм Мадс Маттисен (Дания)
- Faça sua Escolha фильм Паула Миранда (Бразилия)
- Pharmakon фильм Иоаким Милонас (Кипр)
- Rien ne va plus фильм Катя Працшке и Густав Хамос (Германия)
- Trillizas Propaganda фильм Фернандо Салем (Аргентина)
- Дорожные знаки фильм Шимон Шай (Израиль)
- Fib 1477 фильм Лоренцо Спортиелло (Италия)
- What Does Your Daddy Do? фильм Мартин Ститт (Великобритания)
- Eva reste au placard les nuits de pleine lune' фильм Алекс Стокман (Бельгия)
- In the Eye Abides the Heart фильм Мэри Суини (США)
- Только для взрослых фильм Ео Джун Ан (Малайзия)

#### Вне конкурса
- Sekalli sa Meokgo фильм Тибохо Малацы (ЮАР)

## Секция ретроспектив

### Тайная историяитальянского кино
Специальный раздел посвящён исключительно «Тайной истории итальянского кино» в период с 1937 года по 1979 год.
Это третья часть ретроспективного кино Италии, которая берёт начало на 61-м Венецианском кинофестивале. По случаю 100 лет со дня рождения трёх великих итальянских кинематографистов Роберто Росселлини, Марио Солдати и Лукино Висконти, ретроспективы, в значительной степени посвящены их работам.
Большая часть данных фильмов была восстановлена Национальная библиотека фильмов
Столетие Роберто Росселлини, Марио Солдати и Лукино Висконти
- Quartieri alti фильм Марио Солдати
- Одержимость фильм Лукино Висконти — восстановленная версия
- Рим, открытый город фильм Роберто Росселлини
- Fuga in Francia фильм Марио Солдати
- Anna Magnani, эпизод Мы – женщины, фильм Лукино Висконти
- Ingrid Bergman, эпизод Мы – женщины, фильм Роберто Росселлини
- Генерал Делла Ровере фильм Роберто Росселлини

Тайная история итальянского кино'
- Жестокий саладин фильм Марио Боннар
- На несколько долларов больше фильм Серджо Леоне
- Из мрака к сопротивлению фильм Даниель Юйе и Жан-Мари Страуб

### Тайная история Российского кино
Специальный раздел, посвящён исключительно истории Российского кино в период с 1934 года по 1974 год.
- Гармонь фильм Игорь Савченко и Евгений Шнейдер
- Весёлые ребята фильм Григорий Александров
- Цирк фильм Григорий Александров
- Богатая невеста фильм Иван Пырьев
- Волга, Волга фильм Григорий Александров
- Трактористы фильм Иван Пырьев
- Музыкальная история фильм Александр Ивановский и Герберт Раппапорт
- Светлый путь фильм Григорий Александров
- Свинарка и пастух фильм Иван Пырьев
- В шесть часов вечера после войны фильм Иван Пырьев
- Весна фильм Григорий Александров
- Кубанские казаки фильм Иван Пырьев
- Щедрое лето фильм Борис Барнет
- Карнавальная ночь фильм Эльдар Рязанов
- Наш милый доктор фильм Шакен Айманов
- Черёмушки фильм Герберт Раппапорт
- Спасите утопающего фильм Павел Арсенов
- Романс о влюблённых фильм Андрей Кончаловский

### Жоакин Педру ди Андради
Специальный раздел, посвящённый бразильскому режиссёру Жоакину Педру ди Андради.
Фильмы
- Гарринча – радость народа'
- Священник и девушка
- Макунайма
- Заговорщики (фильм)
- Супружеская война
- Человек из пау-бразил

Короткометражные фильмы
- Учитель Апипукос — документальный
- Поэт замка — документальный
- Кошачья кожа
- Cinéma Nôvo — документальный
- Бразилиа, противоречия одного города — документальный
- Язык убеждения — документальный
- Тропическая тропа
- O Aleijadinho — документальный

## Международная неделя кинокритики
- El Amarillo фильм Серджо Мацца (Аргентина)
- Egyetleneim фильм Дьюла Немеш (Венгрия)
- Как узнать своих святых фильм Дито Монтиельl (США)
- Гиена фильм Гржегорц Левандовски (Польша)
- Предчувствие фильм Жан-Пьер Дарруссен (Франция)
- Sur la trace d’Igor Rizzi фильм Ноэль Митрояни (Канада)
- Yi Nian Zhi Chu — Do over фильм Ю-Чи Ченга (Тайвань)
- La rieducazione фильм Давиде Альфонси, Алессандро Фусто, Денис Маланьино (Италия) — Специальный показ
- Bunny Lake is Missing (Великобритания/США), 1965 — Отто Преминджер (1906—1986) — В сотрудничестве с Национальным музеем кино и Венецианским кинофестивалем

## Дни авторов
- 7 лет фильм Жан-Паскаль Хатту (Франция)
- Тёмносинийпочтичёрный фильм Даниэль Санчес Аревало (Испания)
- Чича Ту-Мадре фильм Джанфранко Кваттрини (Аргентина/Перу)
- Слово тень фильм Марина Спада (Италия)
- Прощай, Фалькенберг! фильм Еспер Гансландт (Дания/Швеция)
- Хадак фильм Петер Бросенс и Джессика Хоуп Вудворт (Бельгия/Германия/Голландия)
- Звезда солдата фильм Кристоф де Понфилли (Франция/Германия/Афганистан)
- Mientras tanto фильм Диего Лерман (Аргентина/Франция)
- За кадром фильм Кристоффер Боэ (Дания)
- Похороненные мечты фильм Лорен Сальге (Буркина Фасо/Канада/Франция)
- WWW - What a Wonderful World фильм Фаузи Бенсаиди (Марокко/Франция)
- Ночь подсолнухов фильм Хорхе Санчес-Кабесудо (Испания)
- L’udienza è aperta фильм Винченцо Марра (Италия)

## Призы

### Главные призы
- Золотой лев
  - Золотой лев за лучший фильм: Натюрморт фильм Цзя Чжанкэ
  - Золотой лев за вклад в мировой кинематограф: Дэвид Линч
- Серебряный лев
  - Особый приз жюри: Сухой сезон фильм Махамат-Салех Харун
  - Серебряный лев за лучшую режиссёрскую работу: Сердца фильм Ален Рене
  - Откровение: Новый свет фильм Эмануэле Криалезе
- Кубок Вольпи
  - Кубок Вольпи за лучшую мужскую роль: Бен Аффлек — Смерть супермена
  - Кубок Вольпи за лучшую женскую роль: Хелен Миррен — Королева
- Золотые Озеллы
  - Золотые Озеллы за лучший сценарий: Питер Морган — Королева
  - Золотые Озеллы за уникальное техническое содействие: Эммануэль Любецки — Дитя человеческое
- Приз Марчелло Мастрояни, актёру или актрисе: Неприкасаемый
- Специальный лев Жан-Мари Штрауб и Даниель Юйе для инноваций в кино

### Горизонты
- Венецианские Горизонты: Фемида в седле фильм Лю Цзе
- Венецианские горизонты — приз за лучший документальный фильм: Когда рушатся плотины: Реквием в четырёх актах (мини-сериал) фильм Спайк Ли

### Приз Луиджи де Лаурентиса
- Приз за дебют: Хадак фильм Петер Бросенс и Джессика Хоуп Вудворт

### Короче короткой
- Особое упоминание: Только для взрослых фильм Ео Джун Ан
- Приз за лучший короткометражный европейский фильм: Исполняя роли фильм Дэниэл Эллиотт
- Лев за лучший короткометражный фильм: Comment on freine dans une descente? фильм Аликс Делапорте

## Цифры народов 63ª кинофестиваля
- Число стран, имеющих по крайней мере один фильм в официальной секции: 31 (из них Чад, Кипр и Индонезия)
- Количество просмотров: 2,590
- Количество функций, представленных в официальных разделах: 62
  - В конкурсе: 21
  - Вне конкурса: 9 + 7 полночь + 1 Специальные события
  - Венецианские горизонты: 19 + 5 Специальные события